# 斯特罗纳
斯特罗纳（義大利語：Strona），是意大利比耶拉省的一个市镇。总面积3平方公里，人口1179人，人口密度393.0人/平方公里（2009年）。ISTAT代码为096065。